# Bookends
Bookends är Simon & Garfunkels fjärde studioalbum, utgivet i april 1968. Albumet är producerat av Paul Simon, Art Garfunkel och Roy Halee. Låtarna "A Hazy Shade of Winter", "Fakin' It" och "At the Zoo" gavs alla tre ut som singlar 1967 och blev ganska stora hitlåtar i USA. De inkluderades sedan på albumet. Mest berömd blev dock den fjärde singeln "Mrs. Robinson" som blev en internationell singelhit 1968.
Albumet gick upp på amerikanska Billboard-listans 1:a plats.
På den Englandslistan nådde albumet också 1:a platsen.

## Låtlista
Sida 1
1. "Bookends Theme" – 0:32
2. "Save the Life of My Child" – 2:49
3. "America" – 3:44
4. "Overs" – 2:14
5. "Voices of Old People" – 2:07
6. "Old Friends" – 2:46
7. "Bookends Theme" – 1:16

Sida 2
1. "Fakin' It" – 3:14
2. "Punky's Dilemma" – 2:10
3. "Mrs. Robinson" – 4:02
4. "A Hazy Shade of Winter" – 2:17
5. "At the Zoo" – 2:21

Bonusspår på den remastrade CD-utgåvan från 2001
1. "You Don't Know Where Your Interest Lies" – 2:18
2. "Old Friends" (demo) – 2:10

Samtliga låtar skrivna av Paul Simon förutom "Voices of Old People" som är ett collage av röster inspelade av Art Garfunkel på två ålderdomshem, United Home for Aged Hebrews och California Home for the Aged i Reseda.

## Medverkande
Musiker (Simon & Garfunkel)
- Paul Simon – sång, gitarr
- Art Garfunkel – sång

Bidragande musiker
- Hal Blaine – trummor
- Joe Osborn – basgitarr
- Larry Knechtel – piano, keyboard

Produktion
- Roy Halee – producent (spår 1, 3, 5–7, 10), ljudtekniker
- Paul Simon, Art Garfunkel – producenter (spår 1, 3, 5–7, 10, 12)
- John Simon – assisterande producent (spår 2, 4, 8, 11)
- Bob Johnston – assisternde producent (spår 11, 12)
- Robert Honablue – ljudtekniker
- Jimmie Haskell – arrangering
- Richard Avedon – foto
- Jim Marshall – foto

## Listplaceringar
| Lista (1968-1969) | Position            |
| ----------------- | ------------------- |
| Frankrike         | 3                   |
| Nederländerna     | 14                  |
| Storbritannien    | 1 (UK Albums Chart) |
| USA               | 1 (Billboard 200)   |
| Västtyskland      | 40                  |